# 내몽골일보
내몽골일보(중국어:  内蒙古日报(Nèi Měnggǔ Rìbào)[*], 몽골어: Өвөр Монголын өдрийн сонин)는 내몽골 자치구(중화인민공화국)의 주요한 신문이다. 중국 공산당의 기관지이다. 1948년 1월 1일부터 매일 발행되고 있다. 중국어와 몽골어로 된 2개의 판을 가지고 있다. 처음 츠펑에서 출판되었고, 그 다음에 장자커우에서 발행되었다. 그 다음에 편집국을 후허하오터로 이전했다. 몽골어 신문 원문은 몽골 문자로 인쇄되고 있다. 1950년대 말에 몽골어 수직 문자 대신에 키릴 문자가 신문에 사용되었다.

## 참고 문헌
1. ↑  목록카드